# Ephedranthus
Ephedranthus is een geslacht uit de familie Annonaceae. De soorten uit het geslacht komen voor in tropisch Zuid-Amerika.

## Soorten
- Ephedranthus amazonicus R.E.Fr.
- Ephedranthus boliviensis Chatrou & Pirie
- Ephedranthus columbianus Maas & Setten
- Ephedranthus dimerus J.C.Lopes, Chatrou & Mello-Silva
- Ephedranthus guianensis R.E.Fr.
- Ephedranthus parviflorus S.Moore
- Ephedranthus pisocarpus R.E.Fr.